# 李時 (建文進士)
李時，字宜中，江西南昌府南昌县人，明朝政治人物、进士出身。

## 生平
江西乡试第二十名。建文二年，会试第一百名；后登庚辰科殿试中進士，授户科给事中。